# Abdelkader Zruri
Abdelkader Zruri –en árabe, عبد القادر الزروري– (nacido el 20 de septiembre de 1976) es un deportista marroquí que compitió en taekwondo.
Ganó dos medallas en el Campeonato Mundial de Taekwondo, en los años 2005 y 2007, y una medalla en el Campeonato Africano de Taekwondo de 2010.

## Palmarés internacional
| Campeonato Mundial  | Campeonato Mundial | Campeonato Mundial | Campeonato Mundial |
| Año                 | Lugar              | Medalla            | Categoría          |
| ------------------- | ------------------ | ------------------ | ------------------ |
| 2005                | Madrid (España)    | Medalla de plata   | +84 kg             |
| 2007                | Pekín (China)      | Medalla de bronce  | +84 kg             |
| Campeonato Africano |                    |                    |                    |
| Año                 | Lugar              | Medalla            | Categoría          |
| 2010                | Trípoli (Libia)    | Medalla de oro     | +87 kg             |